# Hesperandra polita
Hesperandra polita  (лат.) — вид жуков-усачей из подсемейства Parandrinae.
Длина тела имаго 11—21 мм. Личинки развиваются внутри крепкоствольных деревьев.
Распространён от Мексики южнее до Боливии, а также в южных штатах США: Луизиане, Техасе, Вирджинии и Колорадо.

## Синонимы
В синонимику вида входят следующие названия:
- Parandra (Archandra) polita (Say) Lameere, 1913
- Parandra (Hesperandra) polita (Say) Arigony, 1978
- Parandra cylindrica Thomson, 1861
- Parandra polita Say, 1835